# 텍사스 레인저 디비전

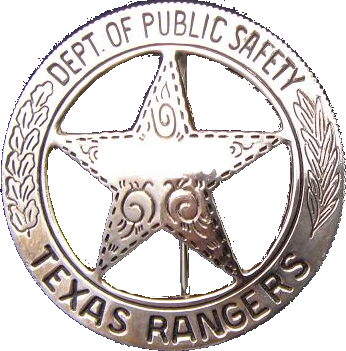
경찰 뱃지

텍사스 레인저 디비전(영어: Texas Ranger Division)은 보통 텍사스 레인저스(Texas Rangers)라고 알려진 미국 텍사스 공안국 (Texas Department of Public Safety)에 속하는 법 집행관이다. 이 명칭은 200년 전에 그 원형이되는 민병대에서 발달한 "The Texas Rangers"를 근원으로 하며, "북미 대륙에서 가장 오래된 주 관할 법 집행 조직"이라는 역사를 가진다. 메이저 리그팀 텍사스 레인저스는 본대를 따서 명명된 것이다.

## 역사
레인저스는 1823년 창설되었다. 텍사스의 아버지 스티븐 F. 오스틴이 멕시코 독립 전쟁으로 새로 정착한 700 세대를 보호하기 위해서 10명의 남자를 고용했다. 일반적인 경찰의 개념이 아니라 "인간사냥꾼"의 개념이다. 서부의 무법자 악당들을 집요하게 추적해서 현장사살하는 전문 킬러 요원이다.
공식적으로는 1835년에 텍사스 레인저스가 창설되었다. 11월에 로버트 맥알핀 윌리엄슨이 최초의 텍사스 레인저스 소령이 되었다. 2년만에 레인저스는 300명 이상의 규모로 성장했다.

## 영화
2019년 넷플릭스에서 케빈 코스트너, 우디 해럴슨 주연의 하이웨이맨을 개봉했다.